# Lista de organizações classificadas como terroristas
Esta é uma lista de organizações classificadas como terroristas  pelos governos dos Estados Unidos, Canadá, Reino Unido, Índia, Rússia, e pela União Europeia.
Muitas organizações acusadas de serem terroristas negam praticar terrorismo como tática militar para atingir os seus fins, e não há consenso internacional acerca da definição de terrorismo.
O quadro a seguir não inclui pessoas acusadas de atos terroristas individuais  (perpetrados por "lobos solitários"),  nem organizações governamentais acusadas de adotar práticas terroristas (terrorismo de Estado). Também foram  excluídos grupos que não foram oficialmente designados como terroristas por nenhum governo.
| Organização | Organização                                                                  | Austrália | Canadá | União Europeia | Reino Unido | Estados Unidos | Índia | Rússia |
| ----------- | ---------------------------------------------------------------------------- | --------- | ------ | -------------- | ----------- | -------------- | ----- | ------ |
|             | Abu Sayyaf                                                                   |           |        |                |             |                |       |        |
|             | Fundação Al-Aqsa                                                             |           |        |                |             |                |       |        |
|             | Brigadas dos Mártires de Al-Aqsa                                             |           |        |                |             |                |       |        |
|             | Al-Badr                                                                      |           |        |                |             |                |       |        |
|             | Al Ghurabaa                                                                  |           |        |                |             |                |       |        |
|             | Fundação Al Haramain                                                         |           |        |                |             |                |       |        |
|             | Al Ittihad Al Islamia                                                        |           |        |                |             |                |       |        |
|             | Al-Qaeda                                                                     |           |        |                |             |                |       |        |
|             | Al-Qaeda no Iraque                                                           |           |        |                |             |                |       |        |
|             | Al Qaida no Magreb Islâmico                                                  |           |        |                |             |                |       |        |
|             | Al-Umar-Mujahidin                                                            |           |        |                |             |                |       |        |
|             | All Tripura Tiger Force                                                      |           |        |                |             |                |       |        |
|             | Ansar al-Islam                                                               |           |        |                |             |                |       |        |
|             | Jamaat Ansar al-Sunna                                                        |           |        |                |             |                |       |        |
|             | Grupo Islâmico Armado                                                        |           |        |                |             |                |       |        |
|             | Asbat al-Ansar                                                               |           |        |                |             |                |       |        |
|             | Aum Shinrikyo                                                                |           |        |                |             |                |       |        |
|             | Babbar Khalsa                                                                |           |        |                |             |                |       |        |
|             |                                                                              |           |        |                |             |                |       |        |
|             | Exército de Libertação do Baluchistão                                        |           |        |                |             |                |       |        |
|             | Partido Comunista da Índia (Maoísta)                                         |           |        |                |             |                |       |        |
|             | Partido Comunista das Filipinas/Novo Exército Popular                        |           |        |                |             |                |       |        |
|             | Exército Republicano Irlandês da Continuidade                                |           |        |                |             |                |       |        |
|             | Cumann na mBan                                                               |           |        |                |             |                |       |        |
|             | Deendar Anjuman                                                              |           |        |                |             |                |       |        |
|             | Dukhtaran-E-Millat                                                           |           |        |                |             |                |       |        |
|             | Jihad islâmica egípcia                                                       |           |        |                |             |                |       |        |
|             | ETA                                                                          |           |        |                |             |                |       |        |
|             | Fatah al Islam                                                               |           |        |                |             |                |       |        |
|             | Fianna na hEireann                                                           |           |        |                |             |                |       |        |
|             | Gama'a al-Islamiyya                                                          |           |        |                |             |                |       |        |
|             | GRAPO                                                                        |           |        |                |             |                |       |        |
|             | Frente dos Combatentes do Grande Oriente Islâmico                            |           |        |                |             |                |       |        |
|             | Grupo de Combate Islâmico Líbio                                              |           |        |                | [ 1 ]       | .              |       |        |
|             | Hamas                                                                        | [ 3 ]     |        |                | [ 4 ]       |                |       |        |
|             | Harakat-ul-Jihad-ul-Islami                                                   |           |        |                |             |                |       |        |
|             | Harakat-ul-Jihad-ul-Islami (Bangladesh)                                      |           |        |                |             |                |       |        |
|             | Harakat ul-Mujahidin                                                         |           |        |                |             |                |       |        |
|             | Abkhur Bren-NO-Mujahidin/Alami                                               |           |        |                |             |                |       |        |
|             | Hezb-e Islami Gulbuddin                                                      |           |        |                |             |                |       |        |
|             | Hezbollah                                                                    |           |        |                | [ 5 ]       |                |       |        |
|             | Hizb ut-Tahrir                                                               |           |        |                |             |                |       |        |
|             | Hizbul Mujahideen                                                            |           |        |                |             |                |       |        |
|             | Forças Populares 25 de Abril                                                 |           |        |                |             |                |       |        |
|             | Fundação Terra Santa de Auxílio e Desenvolvimento                            |           |        |                |             |                |       |        |
|             | Conselho Nacional de Libertação de Hynniewtrep                               |           |        |                |             |                |       |        |
|             | Informal Anarchist Federation                                                |           |        |                |             |                |       |        |
|             | Federação Internacional da Juventude Sikh                                    |           |        |                |             |                |       |        |
|             | Exército Islâmico de Áden-Abyan                                              |           |        |                |             |                |       |        |
|             | Islamic Jihad — Jamaat of the Mujahideen                                     |           |        |                |             |                |       |        |
|             | Islamic Jihad Union                                                          |           |        |                |             |                |       |        |
|             | Movimento Islâmico do Uzbequistão                                            |           |        |                |             |                |       |        |
|             | Exército Irlandês de Libertação Nacional                                     |           |        |                |             |                |       |        |
|             | Organização Irlandesa de Libertação do Povo                                  |           |        |                |             |                |       |        |
|             | Exército Republicano Irlandês                                                |           |        |                |             |                |       |        |
|             | Jihad Islâmica (grupo palestino)                                             |           |        |                |             |                |       |        |
|             |                                                                              |           |        |                |             |                |       |        |
|             | Jaish-e-Mohammed                                                             |           |        |                |             |                |       |        |
|             | Jamaat ul-Furquan                                                            |           |        |                |             |                |       |        |
|             | Jamaat-ul-Mujahideen Bangladesh                                              |           |        |                |             |                |       |        |
|             | Harkat ul-Ansar                                                              |           |        |                |             |                |       |        |
|             | Jamiat-e Islami                                                              |           |        |                |             |                |       |        |
|             | Jammu and Kashmir Islamic Front                                              |           |        |                |             |                |       |        |
|             | Jemaah Islamiyah                                                             |           |        |                |             |                |       |        |
|             | Jund Ash Sham                                                                |           |        |                |             |                |       |        |
|             | Kach e Kahane Chai                                                           |           |        |                |             |                |       |        |
|             | Kanglei Yaol Kanba Lup                                                       |           |        |                |             |                |       |        |
|             | Kangleipak Communist Party                                                   |           |        |                |             |                |       |        |
|             | Khalistan Commando Force                                                     |           |        |                |             |                |       |        |
|             | Khuddam ul-Islam                                                             |           |        |                |             |                |       |        |
|             | Falcões da Liberdade do Curdistão                                            |           |        |                |             |                |       |        |
|             | Partido dos Trabalhadores do Curdistão                                       |           |        |                |             |                |       |        |
|             | Lashkar-e-Toiba                                                              |           |        |                |             |                |       |        |
|             | Lashkar-e-Jhangvi                                                            |           |        |                |             |                |       |        |
|             | Tigres de Liberação do Tamil Eelam                                           | [ 7 ]     |        | [ 8 ]          |             |                |       |        |
|             | Grupo Líbio de Luta Islâmica                                                 |           |        |                |             |                |       |        |
|             | Força Lealista Voluntária                                                    |           |        |                |             |                |       |        |
|             | Frente de Libertação do Povo de Manipur                                      |           |        |                |             |                |       |        |
|             | Moroccan Islamic Combatant Group                                             |           |        |                |             |                |       |        |
|             | Mujahedin-e Khalq                                                            |           |        | [ 9 ]          |             |                |       |        |
|             | Irmandade Muçulmana                                                          |           |        |                |             |                |       |        |
|             | Frente Nacional Democrática da Bodolândia                                    |           |        |                |             |                |       |        |
|             | Exército de Libertação Nacional da Colômbia                                  |           |        |                |             |                |       |        |
|             | Frente de Libertação Nacional de Tripura                                     |           |        |                |             |                |       |        |
|             | Nuclei Armati per il Comunismo                                               |           |        |                |             |                |       |        |
|             | Nuclei di Iniziativa Proletaria                                              |           |        |                |             |                |       |        |
|             | Nuclei Territoriali Antimperialisti                                          |           |        |                |             |                |       |        |
|             | Nucleo di Iniziativa Proletaria Rivoluzionaria                               |           |        |                |             |                |       |        |
|             | Orange Volunteers                                                            |           |        |                |             |                |       |        |
|             | Frente pela Libertação da Palestina                                          |           |        |                |             |                |       |        |
|             | Jihad Islâmica (grupo palestino)                                             |           |        |                |             |                |       |        |
|             | Congresso dos Povos de Ichkeria e Daguestão                                  |           |        |                |             |                |       | [ 10 ] |
|             | Exércio de Libertação do Povo do Manipur                                     |           |        |                |             |                |       |        |
|             | Partido Revolucionário do Proletariado                                       |           |        |                |             |                |       |        |
|             | People's Revolutionary Party of Kangleipak                                   |           |        |                |             |                |       |        |
|             | Frente Popular para a Libertação da Palestina                                |           |        |                |             |                |       |        |
|             | Frente Popular para a Libertação da Palestina - Comando Geral                |           |        |                |             |                |       |        |
|             | Real IRA                                                                     |           |        |                |             |                |       |        |
|             | Brigadas vermelhas para a construção do Partido Comunista Combativo          |           |        |                |             |                |       |        |
|             | Red Hand Commando                                                            |           |        |                |             |                |       |        |
|             | Red Hand Defenders                                                           |           |        |                |             |                |       |        |
|             | Forças Armadas Revolucionárias da Colômbia                                   |           |        |                |             |                |       |        |
|             | Autodefesas Unidas da Colômbia                                               |           |        |                |             |                |       |        |
|             | Núcleos Revolucionários                                                      |           |        |                |             |                |       |        |
|             | Organização Revolucionária 17 de novembro                                    |           |        |                |             |                |       |        |
|             | Frente Popular Revolucionária                                                |           |        |                |             |                |       |        |
|             | Partido/Frente Revolucionário da Libertação do Povo                          |           |        |                |             |                |       |        |
|             | Revolutionary Struggle                                                       |           |        |                |             |                |       |        |
|             | Saor Éire                                                                    |           |        |                |             |                |       |        |
|             | Saviour Sect                                                                 |           |        |                |             |                |       |        |
|             | Sendero Luminoso                                                             |           |        |                |             |                |       |        |
|             | Sipah-e-Sahaba Pakistan                                                      |           |        |                |             |                |       |        |
|             | Sociedade de Reforma Social                                                  |           |        |                |             |                |       |        |
|             | Sociedade do Renascimento do Patrimônio Islâmico                             |           |        |                |             |                |       |        |
|             | Stichting Al Aqsa                                                            |           |        |                |             |                |       |        |
|             | Estudantes do Movimento Islâmico da Índia                                    |           |        |                |             |                |       |        |
|             | Supreme Military Majlis ul-Shura of the United Mujahideen Forces of Caucasus |           |        |                |             |                |       | [ 10 ] |
|             | Takfir wal-Hijra                                                             |           |        |                |             |                |       |        |
|             | Taliban                                                                      |           |        |                |             |                |       |        |
|             | Tehreek-e-Nafaz-e-Shariat-e-Mohammadi                                        |           |        |                |             |                |       |        |
|             | Tamil Nadu Liberation Army                                                   |           |        |                |             |                |       |        |
|             | Tamil National Retrieval Troops                                              |           |        |                |             |                |       |        |
|             | Ulster Defense Association                                                   |           |        |                |             |                |       |        |
|             | Ulster Freedom Fighters                                                      |           |        |                |             |                |       |        |
|             | Ulster Volunteer Force                                                       |           |        |                |             |                |       |        |
|             | Frente Unida de Libertação de Assam                                          |           |        |                |             |                |       |        |
|             | Frente Unida de Libertação Nacional                                          |           |        |                |             |                |       |        |
|             | Vanguards of Conquest                                                        |           |        |                |             |                |       |        |
|             | World Tamil Movement                                                         |           |        |                |             |                |       |        |